# Château Franc Mayne

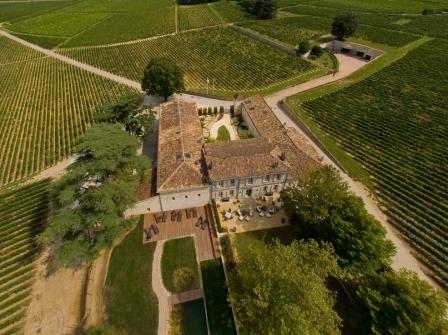
Le Château Franc Mayne

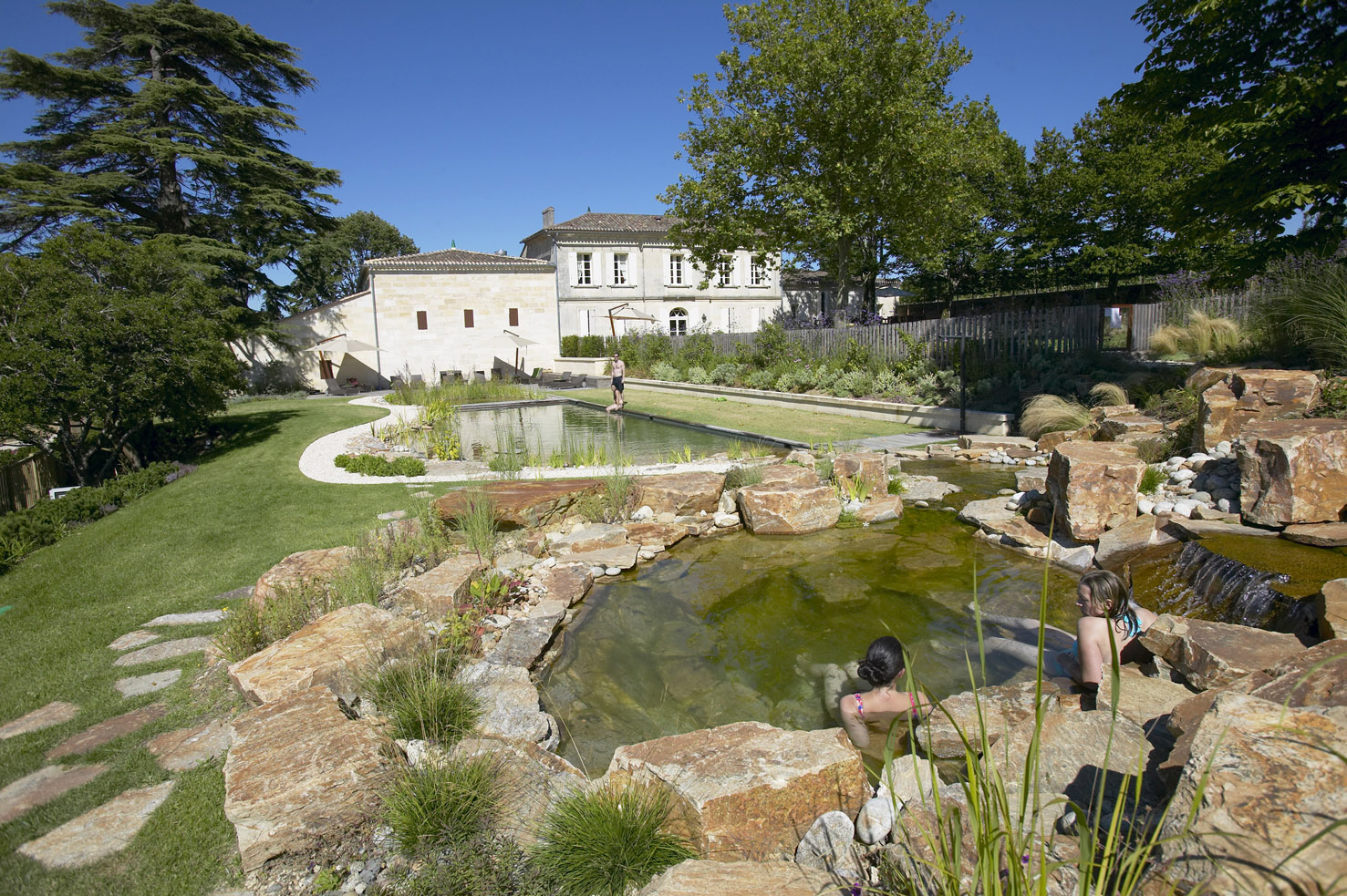
Autre vue

Château Franc Mayne est un domaine viticole de 7 hectares situé à Saint-Émilion, en Gironde, dans la région Nouvelle-Aquitaine. Il possède l’appellation d'origine contrôlée Saint-Émilion Grand Cru obtenue lors des classements des vins de Saint-Émilion de 1954.

## Histoire de la propriété
Le vignoble du Château Franc Mayne est situé dans la partie nord-ouest de l'appellation, sur le flanc de coteau menant à la Côte de Franc, d'où  il tient son nom. Franc Mayne est issu d’un domaine de 7 hectares d'un seul tenant qui s’appelait autrefois la Gomerie. L'antique voie gallo-romaine longe le domaine dans lequel un vieux relais de poste rappelle le passage des pèlerins vers Saint-Jacques-de-Compostelle.
Le domaine a changé plusieurs fois de propriétaire : Jean Theillasoubre (jusqu’en 1984), compagnie d'assurance AXA (jusqu'en 1996), puis Georgy Fourcroy, négociant belge en vin et ses associés.
Début 2005, Griet Van Malderen-Laviale et son époux Hervé Laviale, par ailleurs propriétaires du Château de Lussac (30 ha en Lussac Saint-Émilion) et du Château Vieux Maillet à Pomerol reprennent la propriété. Ils entament immédiatement d’importantes transformations, avec la création de chambres d’hôtes et une rénovation totale du cuvier qui permettra dès 2006 d'effectuer le remplissage par gravité.
Fin 2017, le domaine change à nouveau de propriétaire : c'est l'industriel Jean-Pierre Savare (Président du groupe François-Charles Oberthur Fiduciaire) et sa famille qui le rachètent. Associés depuis plus de vingt ans avec Martine Cazeneuve au Château Paloumey (cru bourgeois du Haut-Médoc) , ils lui confient naturellement la direction du projet.
Engagés à long terme avec « l'envie de construire et de transmettre à nos enfants et petits-enfants » selon Thomas Savare, les nouveaux propriétaires amorcent une restructuration du vignoble, avec l'objectif de faire évoluer le style du vin vers « davantage de vivacité et de tension ». En 2019, le domaine signe un contrat avec Écocert et inscrit officiellement sa conversion en viticulture bio.
Le château est également l'un des pionniers de l'œnotourisme dans le Bordelais en offrant notamment un spectacle de son et lumière, créé par le scénographe Éric Le Collen, dans ses galeries souterraines.

## Terroir du Château Franc Mayne
Les vignes sont plantées sur un sol essentiellement argilo-calcaire complété par un peu de molasse et de sable sur la partie basse de la propriété. On retrouve sous la partie haute deux hectares de galeries souterraines, anciennes carrières d’extraction de pierre, dont une partie a été aménagée en chai à barriques.
L'encépagement de Franc Mayne est composé à 90 % de merlot et à 10 % de cabernet franc.

## Les vins du Château Franc Mayne
Le château Franc Mayne produit un premier vin à hauteur de 24 000 bouteilles, soit 2 000 caisses environ. Le domaine produit aussi un second vin Les Cèdres de Franc Mayne (qui doit son nom aux deux cèdres plantés à l'entrée de Franc Mayne), à hauteur de 5 à 6000 bouteilles. Ce vin est constitué à 100 % de merlot. Des vignes plus jeunes que dans le grand vin.
L'autre différence d'importance entre les deux vins réside dans la nature et la durée de l'élevage des vins : le château Franc Mayne bénéficie d'un élevage en partie en barriques neuves de chêne français auquel s'adjoint une part de barriques d'un vin, tandis que la seconde étiquette n'est jamais élevée en barriques neuves, seulement en barriques d'un ou de deux vins. Le premier vin est élevé entre 16 et 18 mois, le second de 12 à 14 mois.
Le grand vin est forcément destiné à une grande garde, le second vin peut être bu plus rapidement.

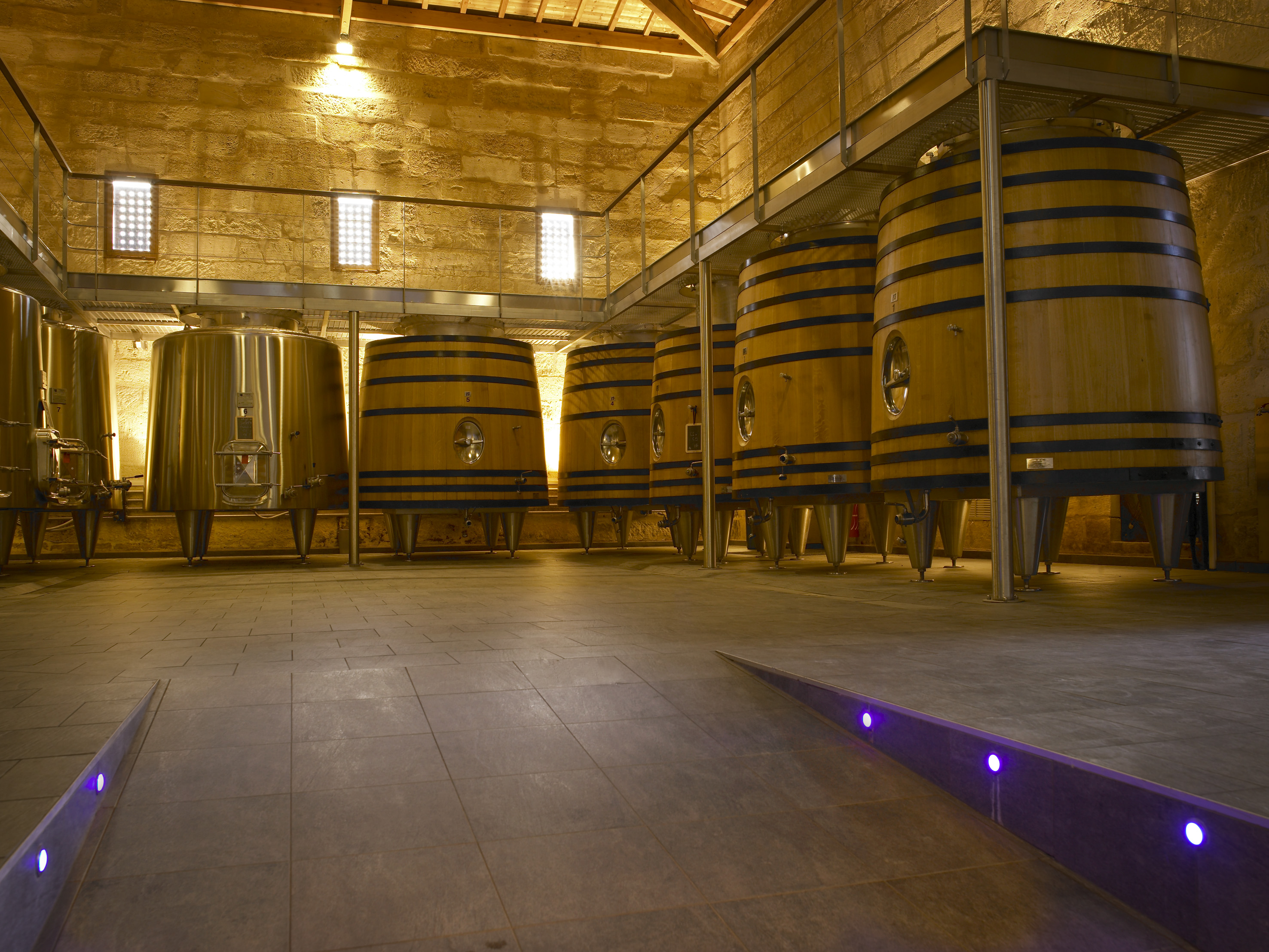
Le cuvier
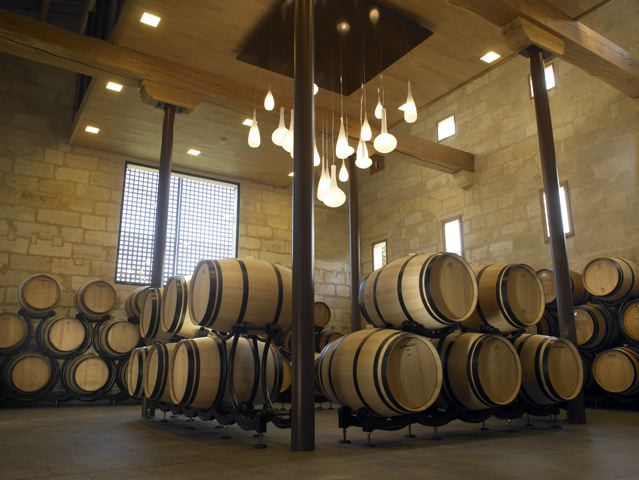
Le chai à barriques
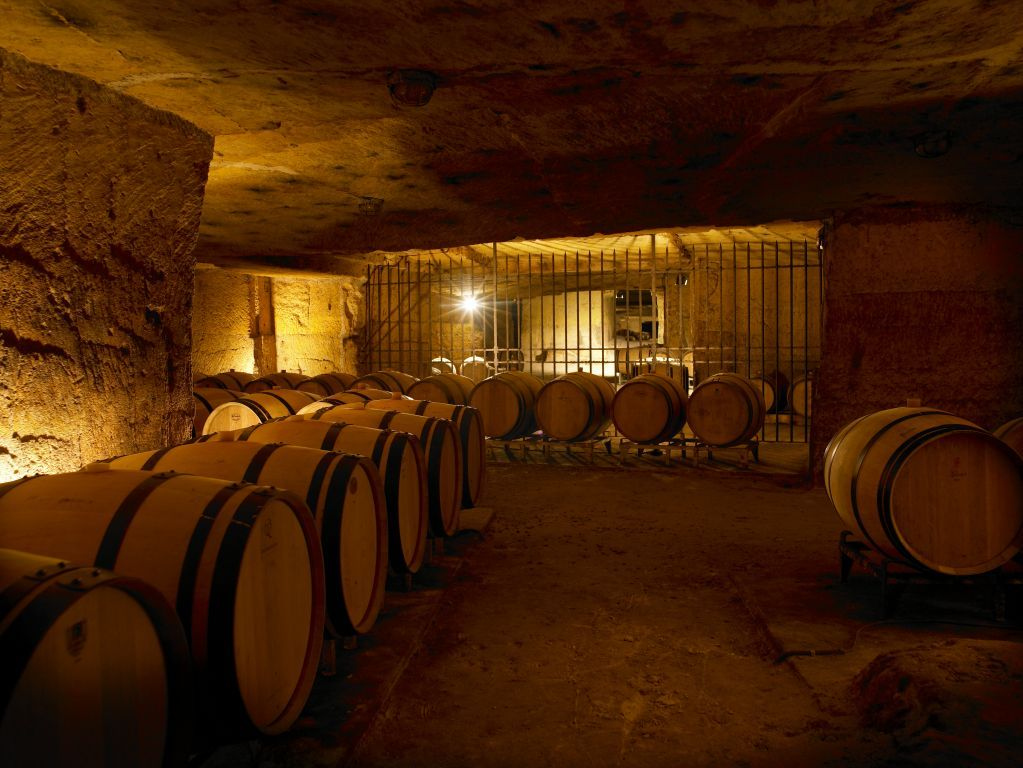
Les carrières souterraines
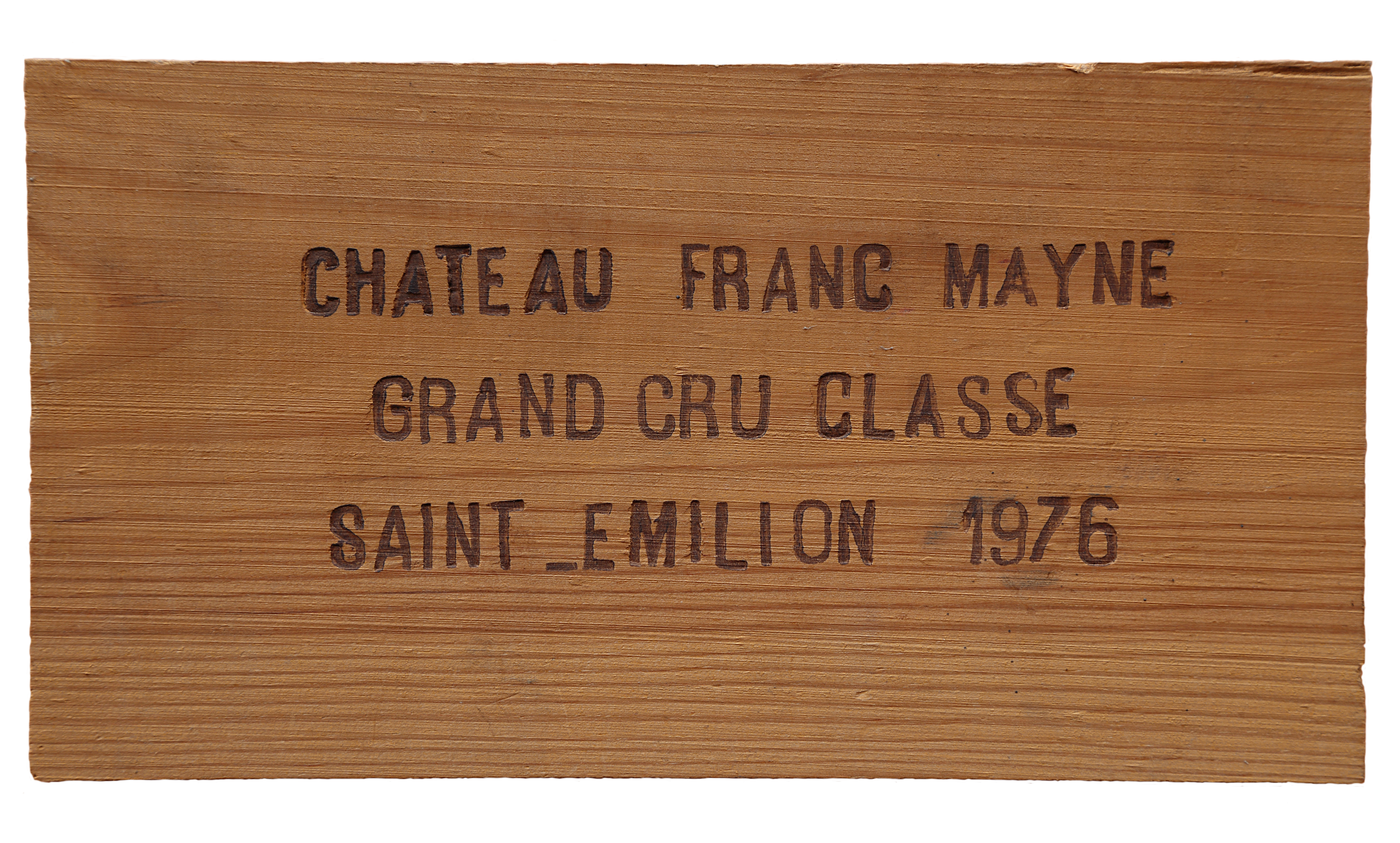
Partie d'une caisse de Château Franc Mayne 1976
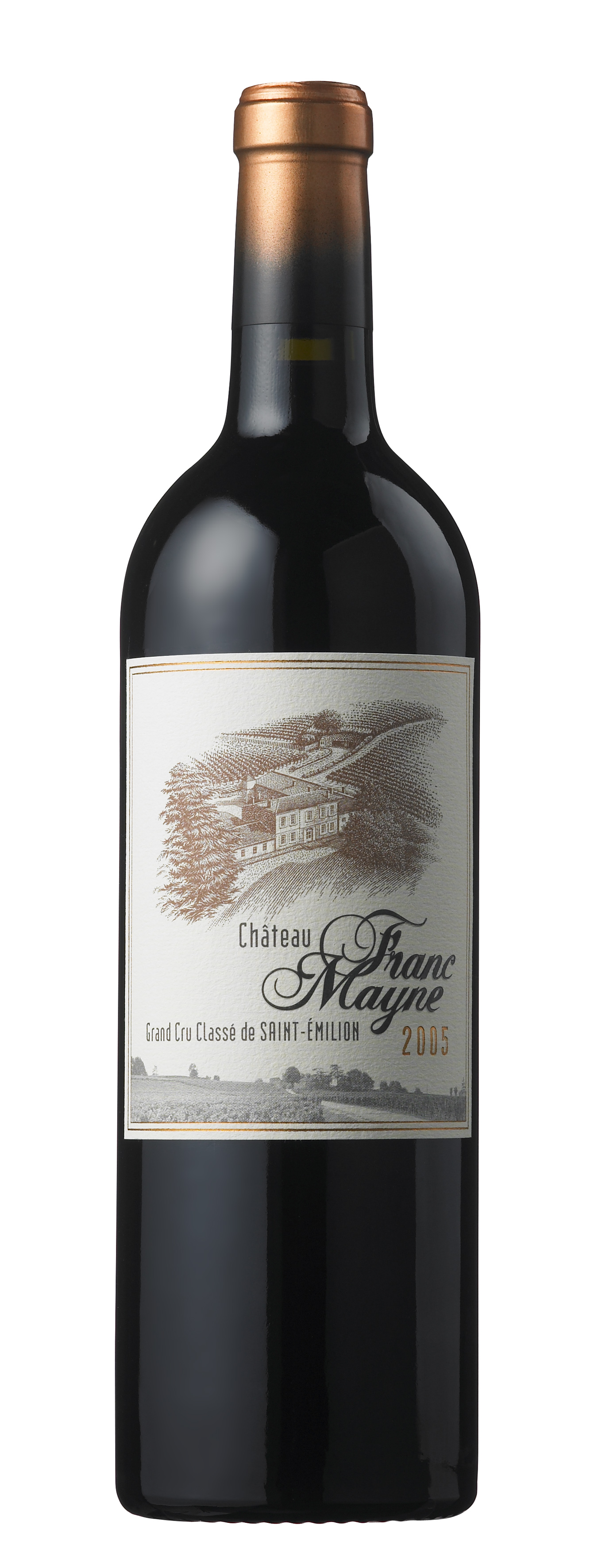
Château Franc Mayne Grand Cru Classé 2005
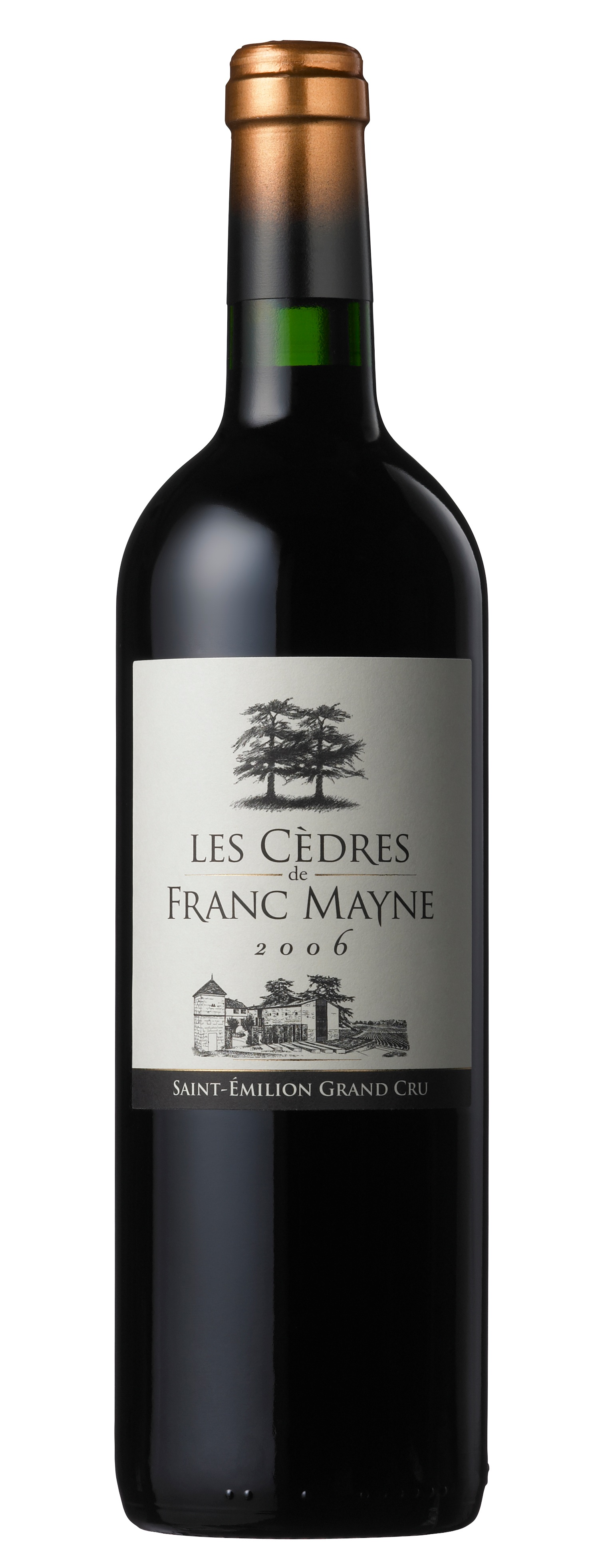
Les Cèdres de Franc Mayne 2006